# Rhynchodontodes biformatalis
Rhynchodontodes biformatalis là một loài bướm đêm trong họ Erebidae.